# Batalla de Yanacocha
La batalla de Yanacocha se libró el 13 de agosto de 1835 en las inmediaciones de la laguna Yanacocha (en quechua: laguna negra) en el departamento peruano de Cusco, entre las tropas del ejército peruano del general Agustín Gamarra y las del ejército unido al mando del general Andrés de Santa Cruz resultando vencedor este último.

## Antecedentes
A mediados de 1835 la joven república peruana estaba sumergida en constantes guerras civiles entre caudillos y golpes de Estado. En Lima se había impuesto Felipe Santiago Salaverry mientras que en las sierras meridionales merodeaba Agustín Gamarra. Este último pidió ayuda al presidente boliviano Andrés de Santa Cruz, quien decidió intervenir con la secreta intención de unificar ambos países. Así conspiró junto al general gubernamental Luis José de Orbegoso, que cambio de bando. Santa Cruz quiso capturar a Gamarra y le invitó a entrevistarse para negociar, el caudillo no se fio y a la reunión en Vilque el 18 de julio envió al general Miguel de San Román, quien fue arrestado. El 25 de julio Santa Cruz partió de La Paz con 4.000 soldados, llegando a Puno tres días más tarde.
Enterados de esto, Salaverry y Gamarra dejaron atrás sus diferencias temporalmente y decidieron encarar la amenaza juntos mediante un tratado firmado el 27 de julio. Este incluía el reconocimiento de Gamarra a Salaverry como «Jefe Supremo del Perú» y la asamblea convocada en Jauja y renunciar a proclamarse «Jefe Supremo del estado de Centro». Después de la guerra Gamarra debía partir al extranjero. Mientras Gamarra distraía a Santa Cruz, en Bellavista Salaverry estaba concentrando las fuerzas que debían ir a reforzarlo. Las órdenes del Jefe Supremo a Gamarra era que se retirara y no presentar batalla por su cuenta bajo ningún motivo. Pero el caudillo, sabiendo que si se unía a Salaverry perdería el mando de sus fuerzas y todo su poder, decidió atacar. De vencer, podría desafiar a su aliado. Tras el incidente de Vilque, Gamarra no podía simplemente retirarse y confiado en la calidad de su ejército, creyó poder quedarse con la gloria de vencer a los bolivianos.
El 31 de julio los bolivianos partieron en dirección a Lampa, lugar donde se les sumó el general peruano Blas Cerdeña con dos batallones, un escuadrón montado y cuatro cañones. Para entonces el disciplinado ejército boliviano creció enormemente hasta los 5.000 combatientes veteranos. Entre tanto, Gamarra reunió sus fuerzas en Huaro, su cuartel general, dejando al coronel Manuel Lopera con su vanguardia en Hurco.

## Batalla
El ejército de Santa Cruz avanzaba por el camino real hacia Puno, dejando su bagaje, alimentos, alojamientos y equipaje en la retaguardia. Gamarra celebra un consejo militar el 12 de agosto, ahí el coronel Lopera le conmina a retirarse para unir fuerzas con Salaverry y juntos atacar a Santa Cruz. Las tropas del propio caudillo eran inexpertas, mal armadas e indisciplinadas. Inicialmente, Gamarra pareció aceptar aunque reticente, ordenando al coronel tomar el mando de la división de vanguardia de la retirada, pero entonces cambió de opinión y ordenó al coronel atacar con su unidad. El ejército peruano ocupaba Andahuaynillas, se componía los batallones Cazadores, Granaderos, Paruro y Ayacucho, un escuadrón de doscientos jinetes y cuatro piezas de artillería. Su vanguardia se formaba de cuatro compañías. Contaban con miles de indios mal armados y de poca utilidad militar.
Gamarra bloqueaba el camino real ocupando una posición entre una abra (bahía pequeña) del lago Yanacocha y un peñol (monte boscoso) con sus cuatro batallones, su escuadrón montado y su artillería. En el cerro escarpado en el que se apoyaba su derecha el caudillo tenía más de mil indios armados con galgas, hondas y palos. En las ásperas y elevadas crestas de la izquierda se instalaron dos batallones que desplegaron banderas negras en la batalla (al igual de la caballería).
Santa Cruz había salido del camino real y se apresuraba a tomar las alturas de Yanacocha, desde donde podía atacar el flanco izquierdo. A las 5:00 horas la vanguardia de Lopera chocaron las líneas de Santa Cruz, por entonces el grueso de las fuerzas del caudillo estaban en retaguardia, aguardando. La vanguardia se retiró de las laderas hacia la laguna homónima para buscar la protección del resto de su ejército. Gamarra había formado las tropas al lado de la laguna en lugar de las alturas que tenía atrás. Ambos ejércitos chocaron a las 10:00 horas. Por entonces, dos batallones y un escuadrón de Santa Cruz hacían colapsar una de compañías de Lopera mientras el resto formaba en línea de batalla (cerrada) en una posición alta.
Después de un nuevo ataque, a las 12:30, otras dos compañías peruanas colapsaron en formación de guerrilla (abierta), pero una de ellas logró contraatacar. Llegaron los refuerzos del batallón Cazadores pero pronto este último también colapso ante los ataques peruano-bolivianos. Llegó el batallón Paruro y Lopera le mandó atacar el centro enemigo, lo que inicialmente fue bien pero pronto se vio como el ala derecha peruana se ponía en fuga por la carga de las tropas de Cerdeña. Tras esto, el centro de las líneas de peruanas fue flanqueado en un ataque combinado por la infantería (el terreno escabroso impedía el uso de los jinetes). Tras esto el Paruro y las tropas de Lopera acabaron huyendo. Santa Cruz ordenó una carga general al resto de sus tropas, quedando como vencederor.
Según el parte del general José Miguel de Velasco hubo 600 muertos y 154 heridos en ambas partes. Además, según el parte del coronel Lopera, el ejército de Gamarra sufrió la captura de 915 soldados, 4 piezas de artillería, 3 banderas y todo el parque que fueron incorporados al ejército unido que mandaba Santa Cruz. Santa Cruz premió a sus generales con medallas de oro orleadas con brillantes, de oro solo para jefes y oficiales y de plata para la tropa.

## Consecuencias
Poco después de la batalla fue impreso en el Cusco, un folleto titulado "Batalla de Yanacocha: canto heroico al triunfo de las armas pacificadoras" en el cual se enaltecía la victoria lograda por el ejército unido de Santa Cruz. En La Paz se celebraron fiestas, se dedicaron poemas a la victoria, destacando el de José Joaquín de Mora, y entre los militares y aristócratas bolivianos se generó un sentimiento de primacía nacional.
A raíz de esta batalla se cambió el nombre de la provincia Quispicanchi (en donde se encontraba la laguna Yanacocha) por Yanacocha el 4 de diciembre de 1835. Pero el 29 de agosto de 1839, tras la caída de la confederación, se derogó este decreto y la provincia retomó su nombre original. La batalla de Socabaya o batalla del Alto de la Luna fue el enfrentamiento final entre las fuerzas de los generales Salaverry y Santa Cruz, el 7 de febrero de 1836 en el cerro Alto la Luna ubicado en el distrito de Socabaya en Arequipa, donde Salaverry fue derrotado y luego fusilado en la Plaza de Armas de la ciudad el 18 de febrero del mismo año consolidándose de ese modo la creación de la Confederación Perú-Boliviana y la división del Perú en dos estados.